# Wagenburcht (Wageningen)
De Wagenburcht is een Christelijk Gereformeerd kerkgebouw in de Gelderse plaats Wageningen. Het gebouw staat aan de Kastanjeweg 2, op de hoek Beatrixlaan. Het werd gebouwd in 1967. De architect was Pieter Bügel (1926-1991). In 1993 en 1999 vonden uitbreidingen plaats. Het orgel dateert uit 1978. Het werd gebouwd door orgelbouwer Ernst Leeflang. De Wagenburcht maakt deel uit van de Gereformeerde Kerken vrijgemaakt.
De klok is afkomstig van de voormalige R.K. Verrijzeniskerk op de hoek Geertjesweg/ Nobelweg in Wageningen. Toen deze kerk in 1989 buiten gebruik kwam werd de klokkentoren gesloopt en de klok werd uitgeleend aan de Wagenburcht. 

## Fotogalerij

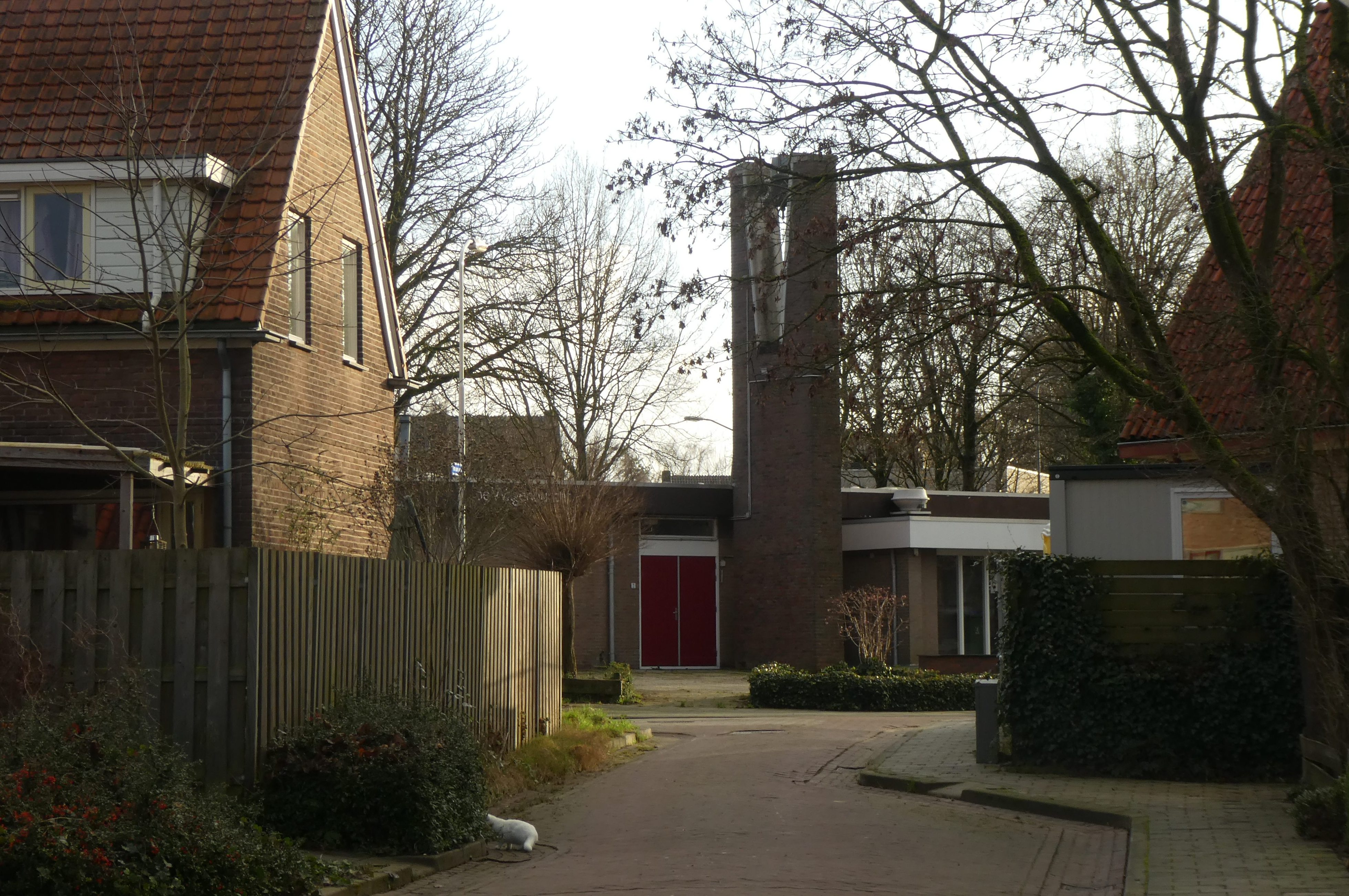
Wagenburcht vanuit Plataanweg
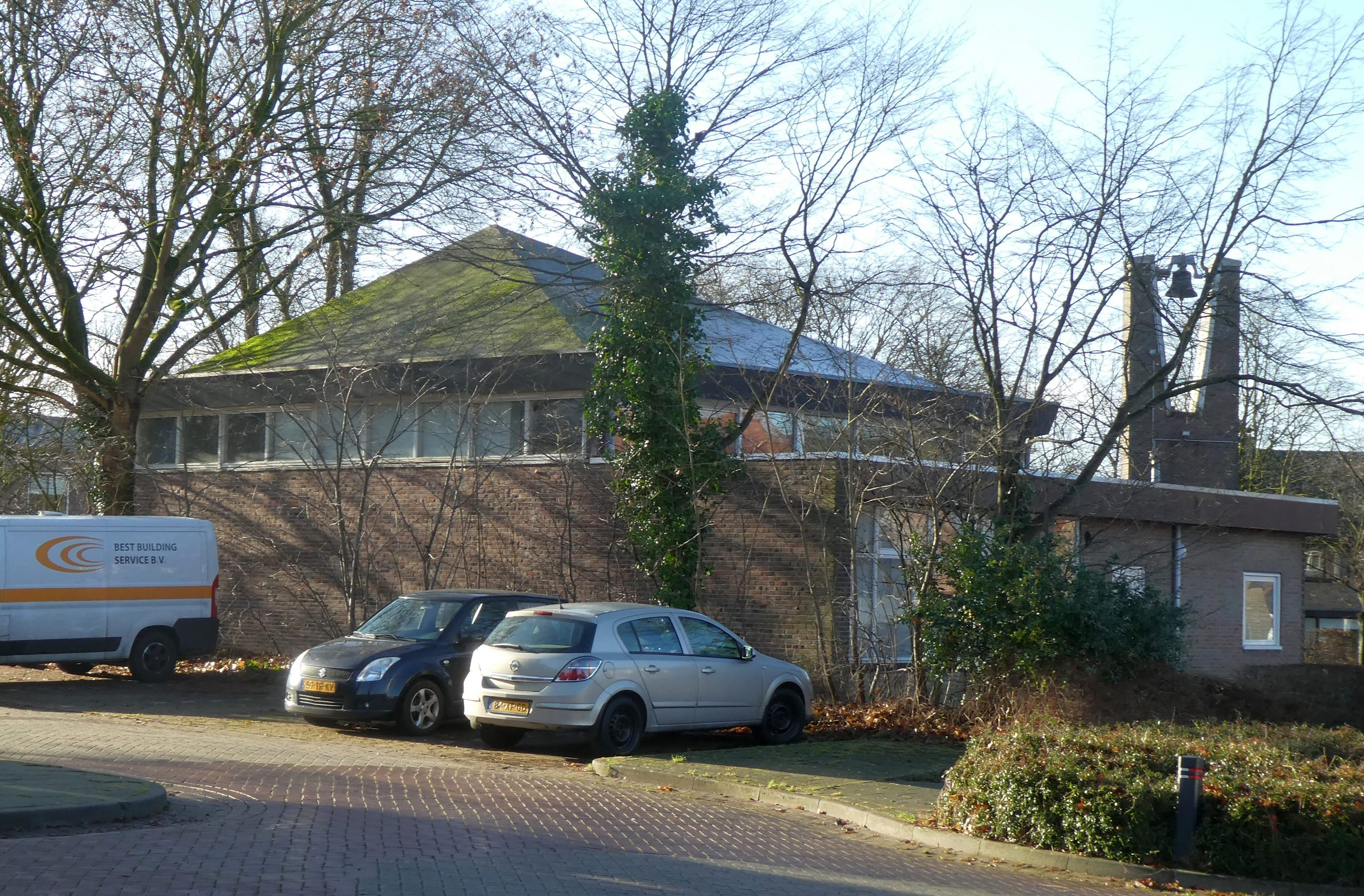
Wagenburcht achterzijde Eikenlaan